# لافارج
لافارج (بالفرنسية): Lafarge هي إحدى أكبر شركات صناعة الأسمنت في العالم، وإحدى الشركات التابعة لمجموعة لافارج هولسيم العالمية.